# Liste der Biografien/Uv
Liste der Biografien |
Portal Biografien |
Personensuche
# |
A |
B |
C |
D |
E |
F |
G |
H |
I |
J |
K |
L |
M |
N |
O |
P |
Q |
R |
S |
T |
U |
V |
W |
X |
Y |
Z |
?
 
Ua |
Ub |
Uc |
Ud |
Ue |
Uf |
Ug |
Uh |
Ui |
Uj |
Uk |
Ul |
Um |
Un |
Uo |
Up |
Uq |
Ur |
Us |
Ut |
Uu |
Uv |
Uw |
Ux |
Uy |
Uz
Die Liste der Biografien führt alle Personen auf, die in der deutschsprachigen Wikipedia einen Artikel haben. Dieses ist eine Teilliste mit 9 Einträgen von Personen, deren Namen mit den Buchstaben „Uv“ beginnt.

## Uv

### Uve
- Üveges, Katalin (* 1989), ungarische Fußball- und Futsalspielerin
- Uvemark, Leif (1939–1996), schwedischer Jazz- und Unterhaltungsmusiker
- Uvenard, Thierry (* 1964), französischer Fußballspieler und -trainer

### Uvi
- Uvini, Bruno (* 1991), brasilianischer Fußballspieler
- Uvíra, Eduard (* 1961), tschechisch-deutscher Eishockeyspieler und -trainer
- Uvira, Sebastian (* 1993), deutscher EishockeyspielerSebastian Uvira (* 1993)

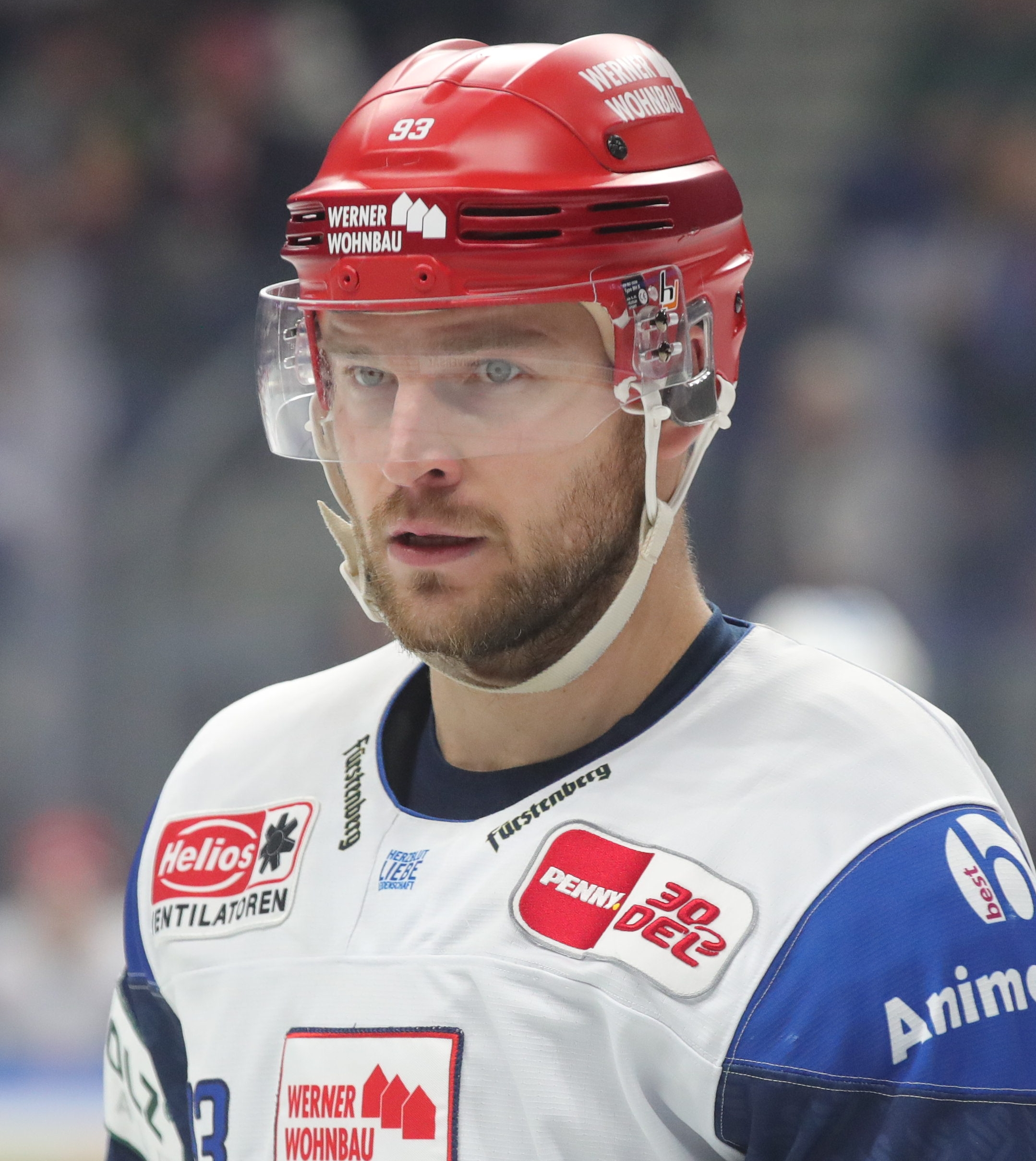
Sebastian Uvira (* 1993)

- Uvízl, Ivan (* 1958), tschechischer Langstreckenläufer

### Uvo
- Uvodić, Sandro (* 1981), kroatischer Handballspieler

### Uvs
- Uvsløkk, Einar (* 1985), norwegischer Nordischer Kombinierer